# JDE Peet’s
Jacobs Douwe Egberts Peet’s (JDE Peet’s) mit Sitz in Amsterdam ist ein börsennotierter Kaffee- und Teehersteller. Er ist 2019 aus der Zusammenlegung von Jacobs Douwe Egberts mit dem amerikanischen Hersteller Peets hervorgegangen. Jacobs Douwe Egberts entstand 2015 aus dem Kaffeegeschäft von Mondelez International und D.E Master Blenders.
Das Unternehmen wird mehrheitlich von der JAB Holding der Familie Reimann kontrolliert, eine bedeutende Minderheitsbeteiligung wird vom Konsumgüterkonzern Mondelez International gehalten.

## Geschichte
Jacobs Douwe Egberts (JDE) entstand 2015. Seine Ursprünge gehen auf die beiden früheren Familienunternehmen Jacobs aus Deutschland und Douwe Egberts aus den Niederlanden zurück. Mehrheitseigentümer ist die JAB-Holding. 2019 legte die JAB-Holding JDE mit dem US-Kaffeeröster Peet’s Coffee, welchen sie bereits seit 2012 besaß, zusammen und brachte die kombinierte Gruppe 2020 in Amsterdam an die Börse.

### Jacobs
Die Geschichte von Jacobs Kaffee beginnt am 15. Januar 1895, als in den Bremer Nachrichten verkündet wurde: Johann Jacobs hat sein „Specialgeschäft für Caffee, Thee, Cacao, Chocoladen und Biscuits“ am Domshof 18 in Bremen eröffnet. 1907 folgte die Eröffnung einer eigenen Rösterei. Jacobs erhielt 1913 sein eigenes Warenzeichen: das Motiv eines Kaffeesacks mit dem Signum 131/19, der von zwei Armen gestemmt wird. Eingetragen am 9. Dezember 1913 beim Deutschen Reichspatentamt. Dieses Warenzeichen zierte bis 1966 die Kaffeeverpackungen.
Die gezielte Werbung für Jacobs begann mit dem Unternehmenseinstieg von Walther J. Jacobs, dem Neffen von Johann Jacobs. Er hatte zuvor für eineinhalb Jahre in den USA gearbeitet.
Sein neues Werbekonzept wurde ab 1930 umgesetzt. Die erste Maßnahme war die Einführung der „Originalverpackung“ in den Jacobs-Farben. Außerdem waren das Kaffeesack-Logo und der Schriftzug „Jacobs Kaffee“ darauf zu sehen. Als ersten Werbeslogan für Jacobs-Kaffee wählte Walther Jacobs „Täglich ganz frisch geröstet und sorgfältigst verlesen“. Ab Juli 1931 kam mit „Jacobs Kaffee – bis zur letzten Bohne ein Hochgenuß“ ein weiterer Slogan dazu.

Historische Jacobs Werbeanzeige
Historische Jacobs Werbeanzeige
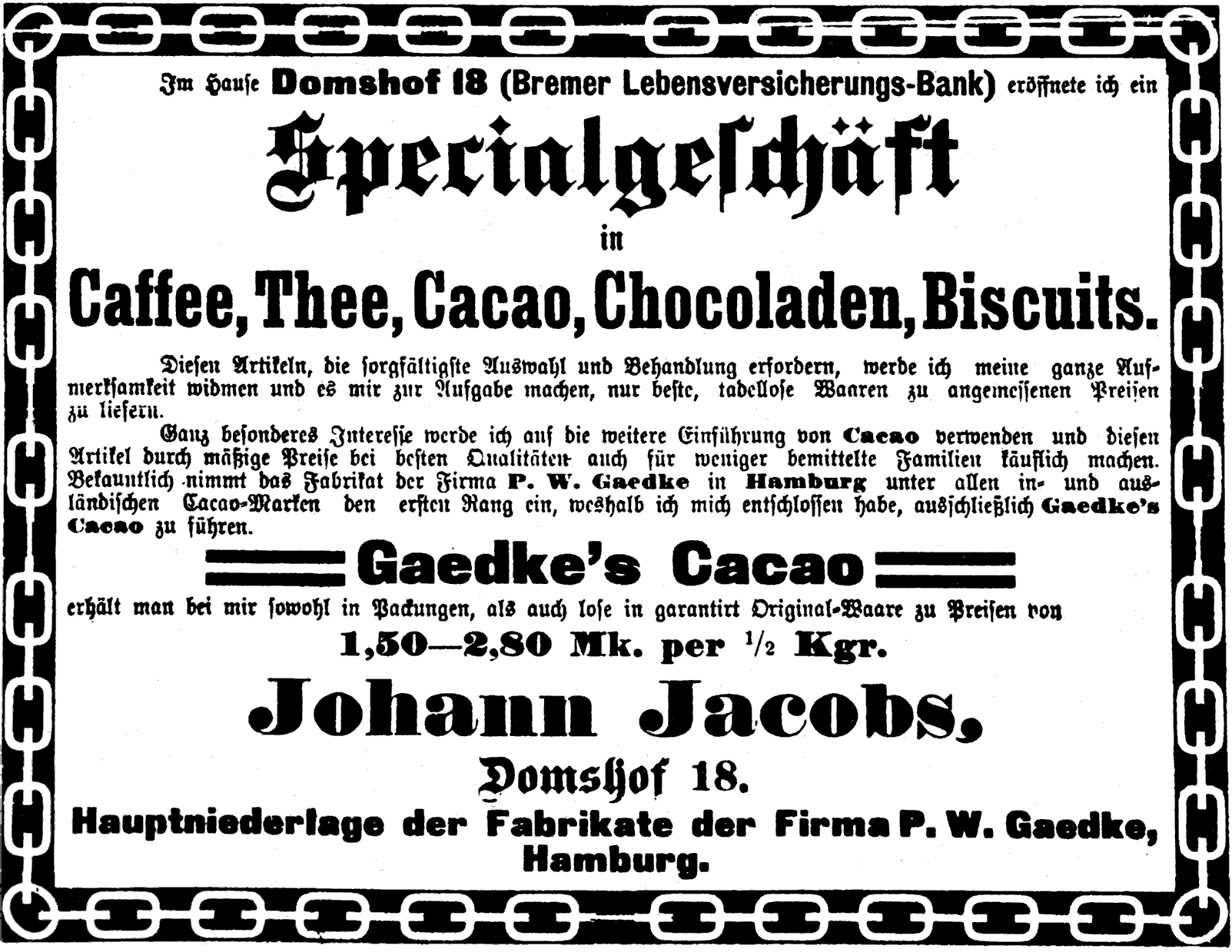
Johann Jacobs gibt die Eröffnung seines Geschäfts Domshof 18 bekannt (Bremer Nachrichten, 15. Januar 1895)

Nach Zerstörung der Firmengebäude im Zweiten Weltkrieg und ihrem Wiederaufbau erfolgte im Dezember 1950 die Wiedereröffnung eines Ladengeschäftes in der Obernstraße 20. Ab 1954 wurde der neue Slogan „Jacobs Kaffee … wunderbar“ ins Leben gerufen. Ab 1957 war „Großmutter Sophie Engmann“ die neue Werbefigur – ab 1959 auch im Fernsehen.
Zusammen mit den Geschmacksrichtungen „Tradition“, „Privat“ und „Edel Mocca“ hatte „Jacobs Krönung“ im Frühjahr 1966 seine Geburtsstunde. Ab Juni 1966 wurde die Krone erstmals als Logo eingesetzt.
Die heute noch bekannte Werbeikone Karin Sommer pries ab 1973 Jacobs Kaffee an, zu dem auch der Marketing-Claim des Jacobs Verwöhnaromas zählt, das ab 1986 fester Bestandteil der Produktbezeichnung wurde.
1973 verlegte der damalige Eigentümer Klaus J. Jacobs den Sitz des Unternehmens nach Zürich. 1982 wurde die Schweizer Interfood mit den Marken „Tobler“ und „Suchard“ übernommen. Die Rösterei in Berlin zog 1981 von Kreuzberg nach Neukölln. 1990 wurde Jacobs von Kraft Foods übernommen. Seit 2015 gehört die Marke zum Kaffeeunternehmen Jacobs Douwe Egberts.

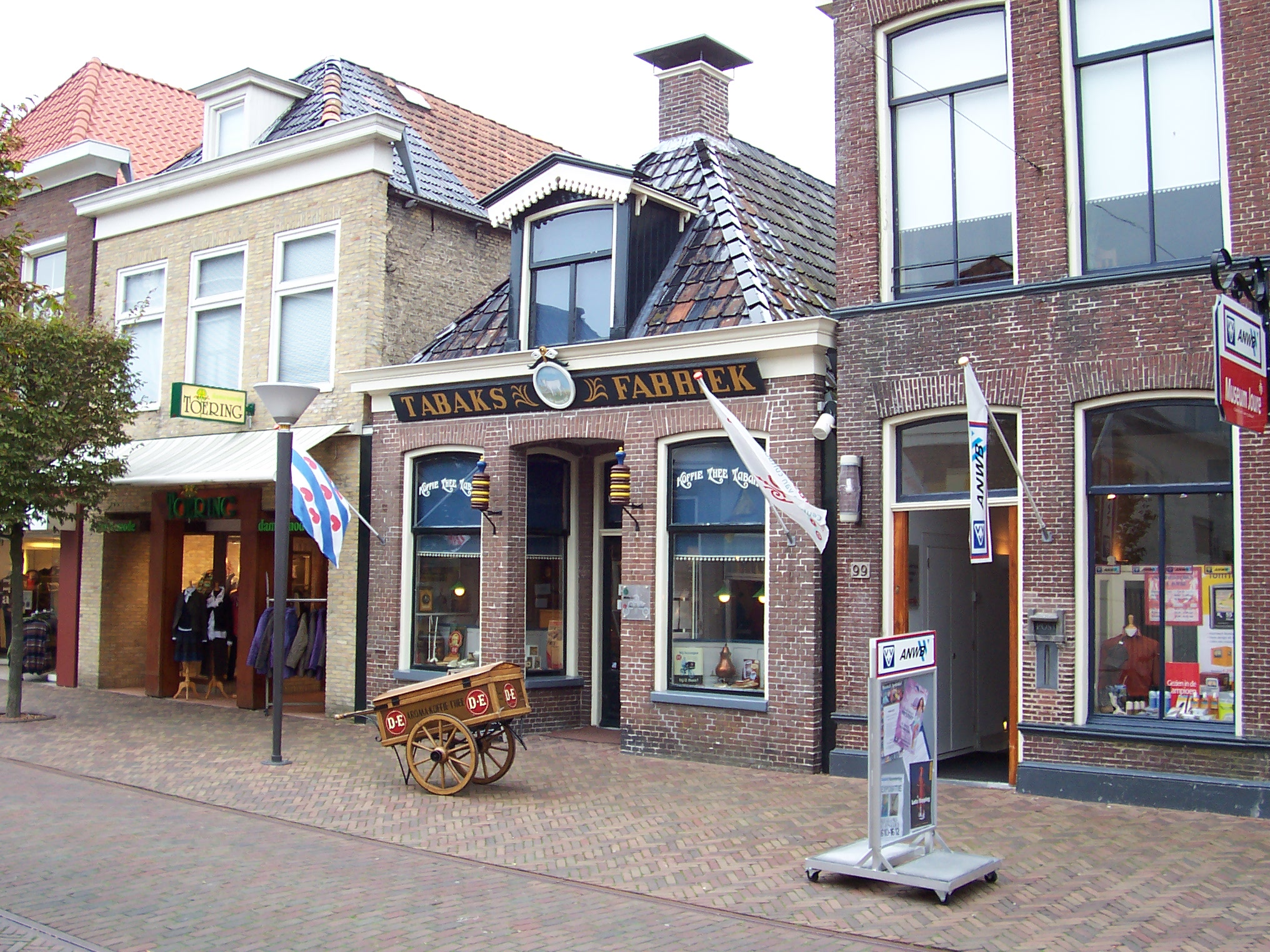
Egbert Douwes Geschäft De Witte Os in Joure

### Douwe Egberts
Die Geschichte von D.E. Master Blenders begann 1753 im friesischen Ort Joure, wo Egbert Douwes ein Lebensmittelgeschäft gründete. Benannt ist es nach dessen Sohn Douwe Egberts (1755–1806), der das Geschäft 1780 übernahm. Das urig eingerichtete Ladenlokal existiert bis heute, wird aber nur noch als Souvenirladen geführt, in dem man Tee und Süßigkeiten kaufen kann.
Nach dem Zweiten Weltkrieg wurden Niederlassungen in Frankreich, Spanien, Dänemark und Belgien eröffnet. Douwe Egberts vertrieb die Wigomat (die erste Filterkaffeemaschine) in den Benelux-Ländern und trug somit wesentlich zur Beliebtheit des Filterkaffees bei.
1978 wurde das Unternehmen von dem amerikanischen Konsummittelkonzern Sara Lee übernommen. 1989 übernahm es den Mitbewerber Van Nelle, der ebenfalls im Kaffee- und Tabakbereich tätig war. 1998 wurde die Tabaksparte an Imperial Tobacco verkauft.
2001 ging Douwe Egberts eine Partnerschaft mit Philips zur Produktion der Kaffeemaschine Senseo ein. 2005 trennte man sich von der Reissparte Lassie. Seitdem hat Douwe Egberts nur Getränke im Portfolio.
2012 wurde Sara Lee aufgespalten. Sara Lee firmiert seitdem als Hillshire Brands, Douwe Egberts wurde in D.E. Master Blenders 1753 N.V. umbenannt, an die Amsterdamer Börse gebracht und ist fortan für die Aktivitäten außerhalb von Nordamerika zuständig.

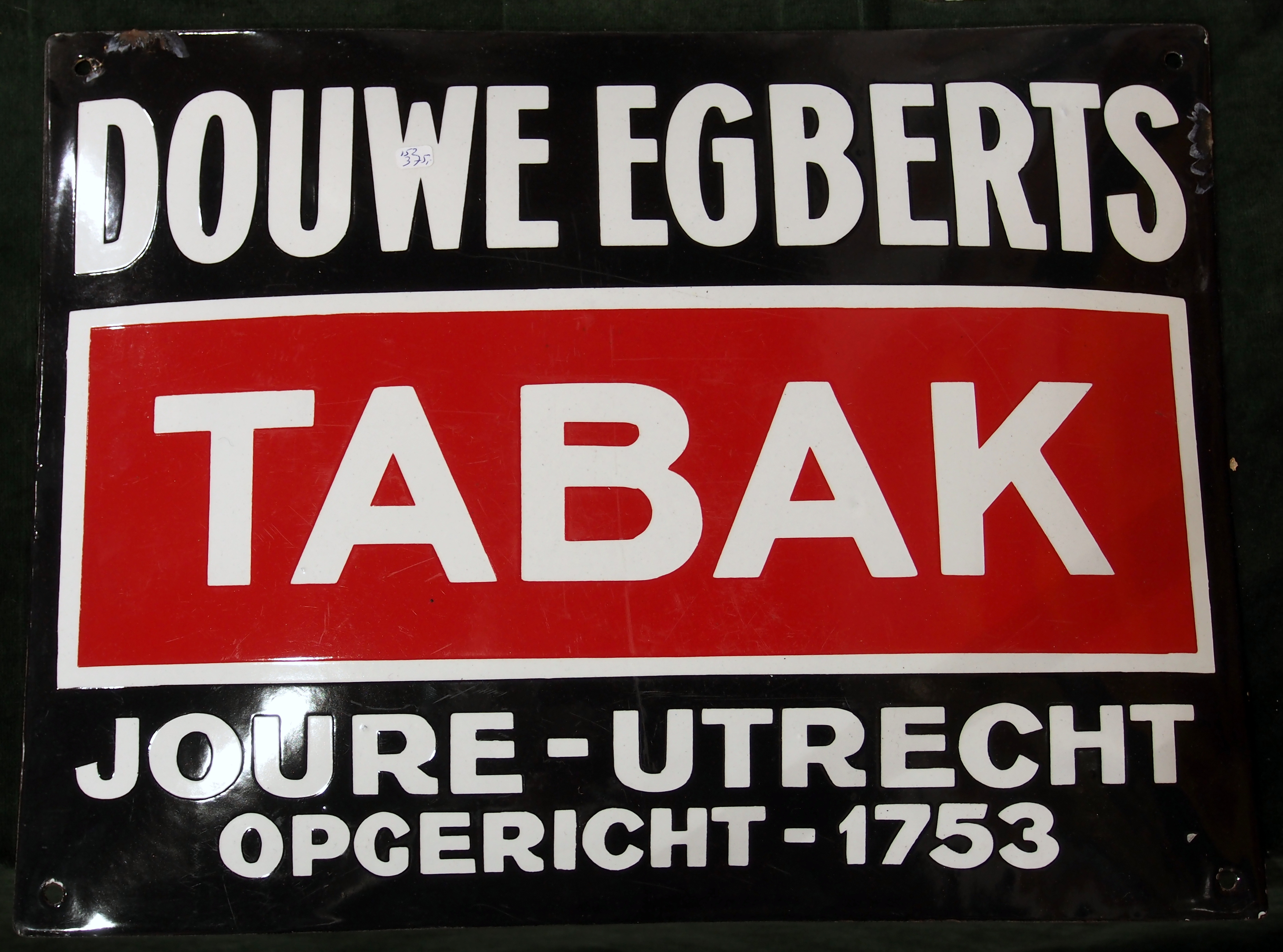
Historische Werbetafel für Tabak
Historisches Logo
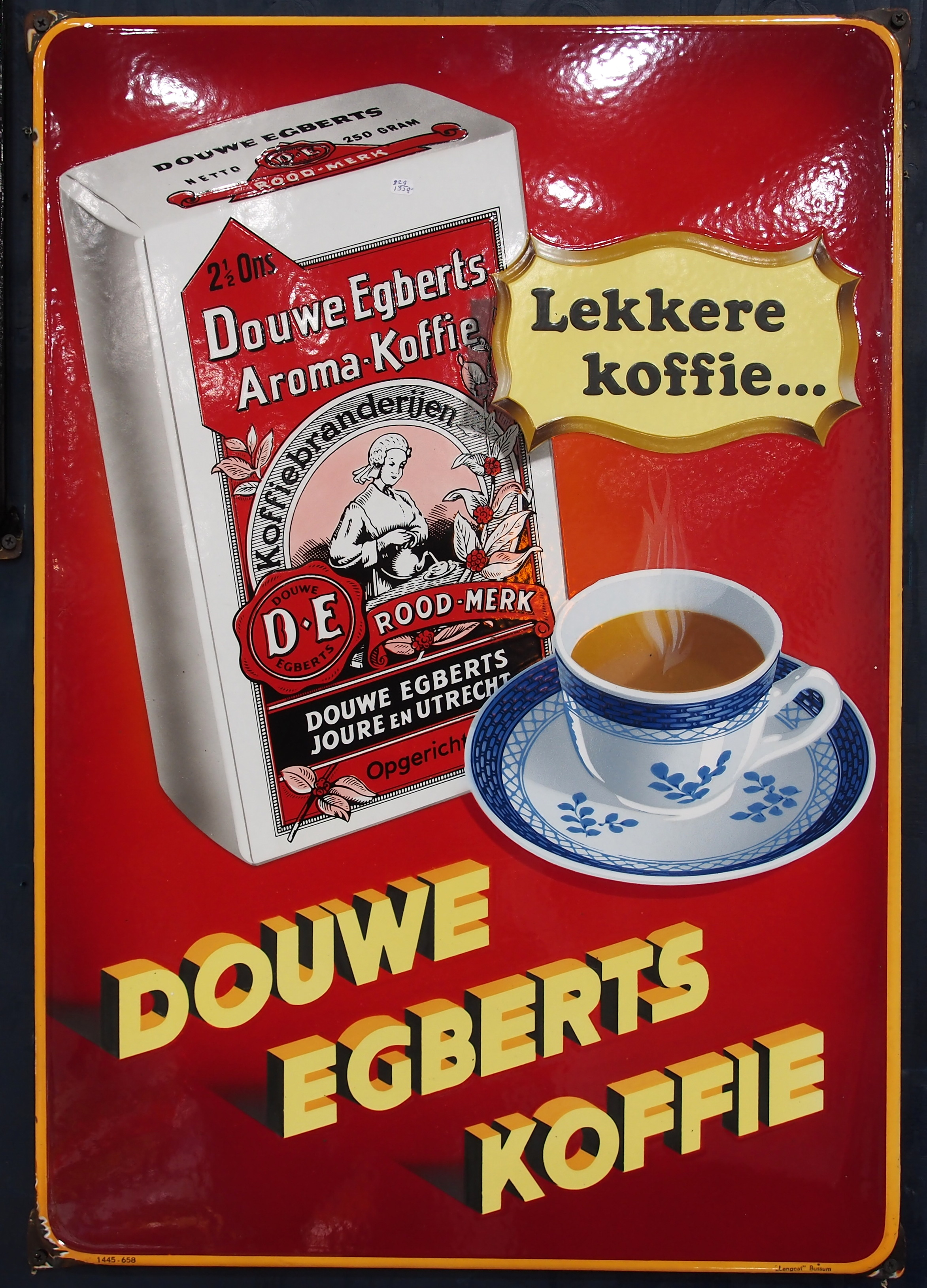
Historische Werbetafel für Kaffee
Logo von 2012–2015

Im Geschäftsjahr 2013 erwirtschaftete D.E Master Blenders mit 7579 Mitarbeitern einen Jahresumsatz von 2,6 Mrd. Euro.
2013 wurde D.E Master Blenders 1753 von einem Konsortium unter Führung der Joh. A. Benckiser (JAB) übernommen. Seitdem ist die Aktie nicht mehr an der Amsterdamer Börse notiert. Ebenfalls 2013 gab D.E Master Blenders 1753 bekannt, den norwegischen Kaffeeröster Kaffehuset Friele zu 90 % übernommen zu haben, an dem zuvor 45 % gehalten wurden.
2014 gaben die zu JAB gehörende Acorn Holdings und Mondelez International bekannt, ihre Kaffee-Marken zu einem reinen Kaffeeunternehmen zusammenlegen zu wollen.
Von D.E Master Blenders 1753 wurden unter anderem die Marken „Senseo“, „Douwe Egberts“, „L’OR“ und „Pilão“ eingebracht, von Mondelez kommen Marken wie „Jacobs“, „Tassimo“, „Gevalia“ und „Kenco“. Im Mai 2015 erteilte die Europäische Kommission ihre Zustimmung zur Fusion unter Auflagen.
Seit dem Juli 2015 firmiert D.E Master Blenders 1753 als Jacobs Douwe Egberts.

## Börse und Anteilseigner
Bei Gründung von JDE wurde das neue Unternehmen mehrheitlich von der Acorn Holdings kontrolliert, eine mehrheitlich von JAB Holding gehaltenen Tochter; Mondelēz International hielt eine Minderheitsbeteiligung von 27 % an JDE.
Nach der Zusammenlegung mit Peet’s wurde das Unternehmen Anfang Juni 2020 an die Börse (Euronext Amsterdam) gebracht.
Nach dem Börsengang betrug der Anteil von Acorn 60,6 % und von Mondelez 22,9 %.

## Jacobs Douwe Egberts
Jacobs Douwe Egberts (JDE) hat seinen Sitz in den Niederlanden. JDE ist mit seinen Marken in über 120 Ländern präsent und beschäftigt weltweit mehr als 15.000 Mitarbeiter. Zu den wichtigsten Marken weltweit zählen: Jacobs, Tassimo, Moccona, Senseo, L'OR, Douwe Egberts, Kenco, Pilao und Gevalia. Das Unternehmen erwirtschaftete 2017 einen Jahresumsatz von über 5 Mrd. Euro.
JDE ist Marktführer im deutschen Kaffeemarkt und das Nummer 1 bzw. Nummer 2 Kaffeeunternehmen in 28 Ländern in Europa, Lateinamerika und im asiatisch-pazifischen Raum.

### Marken
Jacobs Douwe Egberts besitzt die Rechte an rund 30 Marken, darunter:
- Jacobs
- Douwe Egberts
- Senseo (Kaffeepads)
- Tassimo (Kaffeekapseln)
- Café Hag (Entkoffeinierter Kaffee)
- Natreen (Süßstoff)
- L’OR
- Pickwick (Tee)
- Moccona (Instantkaffee)
- Piazza D’Oro (Espresso; Außer-Haus-Produkt)
- Cafitesse (Flüssiger Bohnenkaffee; Außer-Haus-Produkt)
- Promesso (Flüssiger Bohnenkaffee; Außer-Haus-Produkt)
- Splendid (Espresso; Außer-Haus-Produkt)
- Maxwell House (Instantkaffee)

### Deutsche Geschäftsbereiche
- Endkonsumentenhandel: Neben Jacobs gehören die Marken Senseo, Tassimo, Café HAG und Natreen zu den im Einzelhandel erhältlichen Marken. Das Produktsortiment reicht heute von Ganze-Bohne-Produkten, Filterkaffee, löslichem Kaffee und Kaffeespezialitäten bis hin zu Kaffeepads, Tassimo T-Discs und Espresso-Kapseln.
- JDE Professional (Außer-Haus-Geschäft): Der Professional-Bereich (Außer-Haus-Geschäft) von JDE versorgt Unternehmen aus verschiedenen Branchen mit Kaffee und vertreibt und installiert Kaffeemaschinen in Büros, Krankenhäusern, Restaurants und Hotels.[21] Zudem werden auch verschiedene Serviceleistungen, wie das Reparieren und Warten der Maschinen, angeboten.